# Blank verse
Blank verse (także w spolszczonej wersji blankvers) – nierymowany pentametr jambiczny, będący najbardziej uniwersalnym rodzajem wiersza w literaturze angielskiej.
Zasadniczo blank verse jest dziesięciozgłoskowcem, w którym akcenty padają na parzyste sylaby wersu, jednak możliwe są drobne modyfikacje, jak hiperkataleksa, czyli dodatkowa sylaba dołączana na końcu schematu lub odwrócenie stopy, czyli akcentowanie pierwszej sylaby zamiast drugiej. Ponieważ wiersz angielski nie jest ściśle sylabiczny, możliwe jest okazjonalne występowanie wtrąconych sylab lub brak sylab przewidzianych wzorcem (synkopa).
Blank verse wprowadził do poezji angielskiej Henry Howard (3. hrabia Surrey), używając tej właśnie formy w przekładzie Eneidy Wergiliusza. Przekład pozostał fragmentaryczny, ponieważ tłumacz został ścięty na rozkaz króla Henryka VIII.
Epokową innowacją było zastosowanie blank verse'u w dramacie. Jako pierwsi zrobili to Thomas Sackville i Thomas Norton, pisząc tragedię Gorboduc, wystawioną w sezonie 1561/1562. Później blank verse'u użył w sztuce Tragedia hiszpańska Thomas Kyd, a równocześnie Christopher Marlowe napisał nim tragedie Tamerlan Wielki i Tragiczne dzieje doktora Fausta. Po nim blank verse'em posługiwał się William Szekspir.
When this eternal substance of my soul
Did live imprison'd in my wanton flesh,
Each in their function serving other's need,
I was a courtier in the Spanish court:
My name was Don Andrea; my discent,
Though not ignoble, yet inferior far
To gratious fortunes of my tender youth,
For there, in prime and pride of all my years,
By duteous service and deserving love,
In secret I possessed a worthy dame,
Which hight sweet Bel-imperia by name.
(The Spanish tragedy)
Na powrót w wielkiej epice blank verse wykorzystał John Milton, pisząc Raj utracony. Dla Miltona bardzo charakterystyczne są niezwykle długie zdania, niespotykane w wierszu rymowanym. Tym samym rodzajem wiersza Milton posłużył się w poemacie Raj odzyskany i w tragedii Samson walczący.
W czasach oświecenia blank verse ustąpił miejsca wierszowi parzyście rymowanemu (heroic couplet), którym po mistrzowsku posługiwał się Alexander Pope.
W okresie romantyzmu blank verse reaktywował William Wordsworth w obszernym poemacie autobiograficznym Preludium. John Keats wykorzystał go w nieukończonym poemacie epickim Hyperion.
Edwin Atherstone zastosował blank verse w swoich eposach historycznych, zaplanowanych z ogromnym rozmachem. Upadek Niniwy ma sześćset czterdzieści stron i około dwudziestu czterech tysięcy wersów.
In Vision are the centuries rolled back;
The dead Past lives again. I breathe the air
Of the young world; I see her giant sons.
Like vast, high--towering fabrics in the sky
Of summer's evening, cloud on fiery cloud
Thronging upheaped,--before me, as it stood,
Stands a Titanic city:--cliff--like walls,
Tower--crowned, and battlemented:--brazen gates,
Eternal boasted; 'gainst all might of man
Invincible:--gardens magnificent;
With flowers that dazzle, odours that enchant,
Fountains that bring the rainbow:--squares immense,
For kings fit habitation: midst of each,
Tall column, obelisk, or granite block
Enormous, with colossal statue crowned
Of god, or goddess, Bel, or Ashtaroth,
Adramelech, or Nebo, or what else
Divine was named:--stupendous palaces;--
Temples august:--and,--by the eagle alone
In full beheld,--vast streets of edifice proud;
Straight as a sunbeam; a day's journey long.
(The fall of Nineveh. Prelude)
William Ellis Wall białym wierszem napisał epos religijny Christ Crucified.
W epoce wiktoriańskiej blank verse znalazł zastosowanie w monologach dramatycznych Alfreda Tennysona i Roberta Browninga. Browning blank verse'em napisał między innymi poemat Pierścień i księga, który liczy około dwudziestu jeden tysięcy wersów. 
Za oceanem blank verse'em Emma Lazarus napisała tragedię The Dance to Death.
Woe unto Israel! woe unto all
Abiding 'mid strange peoples!  Ye shall be
Cut off from that land where ye made your home.
I, Cresselin of Chinon, have traveled far,
Thence where my fathers dwelt, to warn my race,
For whom the fire and stake have been prepared.
Our brethren of Verdun, all over France,
Are burned alive beneath the Goyim's torch.
What terrors have I witnessed, ere my sight
Was mercifully quenched!  In Gascony,
In Savoy, Piedmont, round the garden shores
Of tranquil Leman, down the beautiful Rhine,
At Lindau, Costnitz, Schaffhausen, St. Gallen,
Everywhere torture, smoking Synagogues,
Carnage, and burning flesh.
Mormoński pisarz James Mulholland napisał wierszem białym epos An Address to Americans: a Poem in Blank Verse.
W dwudziestym wieku blank verse'em pisał swoje dialogi i monologi Robert Frost. Jednym z nich jest utwór Naprawianie muru z tomiku North of Boston.
Blank verse jest z definicji nierymowany, ale może być aliterowany. Alfred Tennyson użył aliteracji w drugim wersie swojego monologu dramatycznego Święty Szymon Słupnik: Altho' I be the basest of mankind,/From scalp to sole one slough and crust of sin.
Na język polski blank verse przekłada się sylabicznym jedenastozgłoskowcem lub trzynastozgłoskowcem, oczywiście nierymowanym. Bardzo rzadko polscy tłumacze rymują swój przekład. Jan Kasprowicz przełożył Hyperiona Keatsa jedenastozgłoskowcem.
W głębokich mrokach posępnej doliny,
Z dala od świeżych oddechów poranka,
Żarów południa i gwiazdy wieczornej,
Usiadł Saturnus, jako głaz, spokojny
I tak milczący, jak owo milczenie,
Co go otacza wokoło; nad głową
Las mu się zwieszał na lesie, jak ciemna
Chmura na chmurze. Ani jeden tutaj
Nie wkradł się powiew, tyle sił mający,
Ile ma cichy dnia letniego podmuch,
W dal unoszący źdźbła pierzastej trawy:
Liść tu umarły zostawał, gdzie upadł.
Samotny potok wlókł się oniemiały
I coraz bardziej malał i pochmurniał
Z żalu nad bóstwa swojego upadkiem:
W trzcinach i łozach wylękła Najada
Usta swe zimnym zamykała palcem.
Określenie „blank verse” bardzo często występuje w podtytułach angielskich dzieł epickich i dramatycznych. Amerykański poeta Clinton Scollard użył go w tytule Blank Verse Pastels.
Na wzór angielski blank verse'em zaczęto pisać w Niemczech i Skandynawii. Gotthold Ephraim Lessing użył blank verse'u w tragedii Natan mędrzec.
Ja, Daja; Gott sei Dank! Doch warum endlich?
Hab ich denn eher wiederkommen wollen?
Und wiederkommen können? Babylon
Ist von Jerusalem, wie ich den Weg,
Seitab bald rechts, bald links, zu nehmen bin
Genötigt worden, gut zweihundert Meilen;
Und Schulden einkassieren, ist gewiß
Auch kein Geschäft, das merklich födert, das
So von der Hand sich schlagen läßt.